# Sarimulyo (Kemusu)
Sarimulyo is een bestuurslaag in het regentschap Boyolali van de provincie Midden-Java, Indonesië. Sarimulyo telt 1758 inwoners (volkstelling 2010).